# 95179 Berkó
A 95179 Berkó (ideiglenes jelöléssel 2002 BO) a Naprendszer kisbolygóövében található aszteroida. Sárneczky Krisztián és Heiner Zsuzsanna fedezte fel 2002. január 16-án.
Nevét Berkó Ernő (1955) magyar amatőrcsillagász után kapta.